# Irena Maciejewska
Irena Czesława Maciejewska (ur. 10 grudnia 1930 w Dziepółciu, zm. 8 września 1994 w Warszawie) – polska historyczka literatury, profesor nauk humanistycznych.  

## Życiorys
Pochodziła z chłopskiej rodziny Matysiaków. Uczyła się podczas II wojny światowej na tajnych kompletach. Zdała maturę w 1949 roku. Rozpoczęła studia polonistyczne na Uniwersytecie Łódzkim, zakończyła je na Uniwersytecie Warszawskim. Pracowała tamże jako asystent na Wydziale Dziennikarskim w latach 1953–1961. Uzyskała stopień doktora w 1964 roku, habilitowała się w 1974 roku, została docentem w 1976 roku. 
Uzyskała tytuł profesora nauk humanistycznych w 1989 roku. Pracowała w Instytucie Literatury Polskiej Uniwersytetu Warszawskiego. Była m.in. promotorką pracy doktorskiej Aleksandra Wirpszy. 
Cierpiała dwa lata na nieuleczalną chorobę. 

## Dorobek naukowy
Zajmowała się literaturą Młodej Polski, zwłaszcza twórczością Leopolda Staffa, literaturą dwudziestolecia międzywojennego oraz literaturą po II wojnie światowej.  
Publikacje książkowe: 
- Ludzie bezdomni Stefana Żeromskiego – wstęp (seria Biblioteka Narodowa, 1987)[5]
- Rewolucja i niepodległość (1991)[5]
- Młoda Polska, podręcznik akademicki (1991)[5]